# らき☆すた ネットアイドル・マイスター
『らき☆すた ネットアイドル・マイスター』は、角川書店が2009年12月23日に発売した美水かがみの4コマ漫画『らき☆すた』を原作としたPlayStation Portable用育成シミュレーションゲームである。
こなたたち『らき☆すた』のキャラクターがネットアイドルとなり、プレイヤーがマネージャーとなってそのキャラを人気アイドルに育てていくというゲーム。『らき☆すた』自体だけでなく、開発元のブリッジとしてもPSP初参入のゲームでもある。
これまでの『らき☆すた』のゲーム作品同様通常版の他にDXパックが発売されており、DXパックには「“泉こなた×初音ミク”ネットアイドル・コラボTシャツ」を含む「アイドル応援5大グッズ」が同梱、予約特典として海洋堂製フィギュア「もどきろいど 泉こなた」が付属している。

## あらすじ
あるゲームショップがネットアイドルを育成し、その店舗限定のアイドルグループを結成、コマーシャルやコンパニオンとして起用し、秋葉原の活性化につなげようという計画を発表した。
それに興味を持ち、「声優アイドルを目指すため」「友人が心配で」「姉が応募するなら私も」「なんとなく」「出番がほしい」等様々な理由で少女たちが応募してきた。彼女たちはアイドルを目指して過酷なトレーニングやオーディション、地道な営業活動などに身を投じていく。

## システム
「こなたの町」「アキバ」「ブクロ」「ネット」の4つの舞台で行動し、アルバイトやトレーニング、レッスン、オーディション、ブログの更新、ミニゲームなどをこなしていくことでアイドルとして育てていく。

### パラメータ
アイドルランク
トレーニングを積んで経験値をためることで上昇する。ランクが上がると、ローカルオーディションでファンを獲得しやすくなる。
ファン人数
ネットアイドルオーディションを受けるために一定数が必要。また、エンディングの種類にも関わってくる。
アニメイトポイント（AP）
イベント（ミニゲームのこと）に参加することで獲得する。グッズの獲得やガーディアンの雇用に使ういわゆるお金。
シンクロ率
アイドル活動を行うことで上昇し、高くなりすぎるとファンが暴走を起こしてゲームオーバーになる。PV（プロモーションビデオ）を配信すれば下がる。また、ガーディアンを雇用するとファンの暴走を防いでくれる。

### 行動
オーディション
オタク知識を問うクイズ形式で行われる。ローカルオーディションではその成否によって増加するファン人数が決まる。本番のネットアイドルオーディションは全3回で、すべて1位で通過するとゲームクリアとなるが、一度でも2位以下になると即ゲームオーバーとなる。
PV配信
まず、台本を購入するか、あるいはイベントで好成績を出して獲得しておく。「こなたの町」の公園でPVを撮影し配信することでシンクロ率を下げることができる。しかし過去と同じPVを配信してしまうと飽きられて逆効果になる。
らき☆ポン
APを消費してカプセルトイを購入する。中に入っているのはイベントCGやBGM、PV用台本やオーディション時に着用するコスチュームの永久使用権である。通常なら台本やコスチュームは取得したゲーム中でしか使えないが、永久使用権があれば新規にゲームを開始しても最初から使用できる。
ただしカプセルの中身はランダムであり、はずれや重複もありえる。

## 登場人物
詳細はらき☆すたの登場人物を参照。各キャラクターの声は、前作『らき☆すた 〜陵桜学園 桜藤祭〜』から引き続き、アニメ版の声優が担当する。
泉こなた
声：平野綾
柊かがみ
声：加藤英美里
柊つかさ
声：福原香織
高良みゆき
声：遠藤綾
小早川ゆたか
声：長谷川静香
岩崎みなみ
声：茅原実里
パトリシア・マーティン
声：ささきのぞみ
田村ひより
声：清水香里
八坂こう
声：森永理科
永森やまと
声：廣田詩夢
日下部みさお
声：水原薫
峰岸あやの
声：相沢舞
成実ゆい
声：西原さおり
黒井ななこ
声：前田このみ
桜庭ひかる
声：井上美紀
天原ふゆき
声：佐久間紅美
宮河ひかげ
声：鹿野優以
宮河ひなた
声：高口幸子
小神あきら
声：今野宏美
白石みのる
声：白石稔
泉そうじろう
声：平松広和
高良ゆかり
声：小菅真美
みなみの母（岩崎ほのか）
声：岩男潤子
チェリー
声：くじら
泉かなた
声：島本須美
『アニメ店長』のキャラクター
兄沢と高橋は、アニメなどでも登場しているが、雷場は本作が『らき☆すた』初登場となる。
兄沢命斗
声：関智一
高橋豊
声:小杉十郎太
兄沢命斗や鳥工作の上司。
雷場竜
声：関俊彦
ダークメイトの店長。
鳥工作
声：立木文彦
本作オリジナルの登場人物にして、裏話的な番外編「らっきー課長鳥工作」の主人公。実直な企業人であり、アニメやゲームのことはまるで知らないが、与えられた職務に真摯に取り組んでいく。
「真剣にアイドルになりたい課」略して「真剣ア課（マジアカ）」課長であり、兄沢やプレイヤーの上司だが、本編中でプレイヤー及び各アイドルと直接かかわることは無い。元ネタは、島耕作。
初音ミク
声：藤田咲
偶然にも、本作以前に『アニメ店長』関連のドラマCD「アニ店特急 2007年冬」にも登場している。アニメ店長#他作品の登場人物も参照。
この他、モブキャラクターやナレーションなどを立木文彦とくじらが担当している。

## 主題歌
オープニングテーマ「な・り・あ・が・り☆」
エンディングテーマ「なんでだったっけアイドル?」
作詞：畑亜貴 作編曲：前山田健一 歌：泉こなた（平野綾）、柊かがみ（加藤英美里）、柊つかさ（福原香織）、高良みゆき（遠藤綾）
シングル発売元：ランティス（2010年1月27日発売）